# CHS
CHS (от англ. Cylinder, Head, Sector — цилиндр, головка, сектор) — система адресации сектора, как минимальной единицы хранения данных в накопителях на жёстких магнитных дисках, накопителях на гибких магнитных дисках и схожих устройствах, основанная на использовании физических адресов геометрии дискового накопителя (в недисковых накопителях — лентах, сетевых системах хранения, твердотельных накопителях — не используется).
В этой системе сектор адресуется кортежем из трёх координат: цилиндр, головка, сектор, именно так, как он физически расположен на диске. При этом цилиндр и головка нумеруются от нуля, а сектор — от единицы, то есть, первый сектор диска в формате CHS будет иметь адрес (0, 0, 1). Под цилиндром понимается совокупность дорожек одинакового радиуса на всех магнитных поверхностях пластин одного накопителя. Контроллер жёсткого диска интерпретирует значение в радиус, на который передвигается магнитная головка чтения. С каждой магнитной поверхности магнитного диска чтение производит только одна головка, следовательно, указывая головку, однозначно выбирается та поверхность, с которой следует считывать информацию. Сектор диска, как понятно из геометрического определения, интерпретируется как диапазон градуса поворота диска.
Схема CHS и её расширенная версия ECHS использовались на ранних приводах ATA использующих интерфейс ESDI.
В жёстких дисках объёмом более 524 Мб со встроенными контроллерами эти координаты уже не соответствуют физическому положению сектора на диске и являются «логическими». Так, механизм адресации Large сообщал BIOS вдвое большее число головок и вдвое меньшее число цилиндров. Затем контроллеры стали сообщать, будто в дорожке 63 сектора, а головок — 255 (максимально допустимые значения), число же цилиндров подбирается сообразно объёму. Жёсткого диска с такими характеристиками не существует — он бы состоял из 128 пластин, поэтому контроллер занят преобразованием логических адресов в физические координаты. Обычное число секторов на дорожке — около ста, и пластин бывает не больше шести.
Механизм логических адресов позволяет адресовать более вместительные диски. Кроме того, диски теперь можно разбить на зоны с различным числом секторов, что увеличивает плотность записи на внешних цилиндрах и обеспечивает более эффективное использование площади пластин. Такой способ записи получил название ZBR.
Логическая геометрия приводила к проблемам с некоторыми версиями BIOS и нарушала работу низкоуровневых утилит вроде Ontrack Disk Manager. Данную проблему решил механизм LBA: каждый сектор получил собственный независимый адрес.
Преобразование в адресацию LBA:
{\displaystyle LBA=(c\cdot H+h)\cdot S+(s-1)},
где {\displaystyle c,h,s} — номер цилиндра, головки, сектора соответственно, {\displaystyle H} — количество головок, {\displaystyle S}— количество секторов на одной дорожке.